# Acanthosybra lineolata
Acanthosybra lineolata är en skalbaggsart som beskrevs av Stefan von Breuning 1939. Acanthosybra lineolata ingår i släktet Acanthosybra och familjen långhorningar.
Artens utbredningsområde är Madagaskar. Inga underarter finns listade i Catalogue of Life.